# او-۴۹ (کریگس‌مارینه)
او-۴۹ (به آلمانی: U-49) یک او-بوت کریگسمارینه از نوع ۷ب بود.